# 翼旅
翼旅（つばたび）は、2021年（令和3年）1月から3月にかけてテレビ神奈川で放送された日本の旅バラエティ番組。
コロナ禍で各地に足を運ぶことができない視聴者にエネルギーを届けるため、神社検定資格を保有する崎山つばさがゲストキャストの佐藤貴史と共に日本全国の神社を巡り、その土地の魅力を伝えることを目的とした番組である。

## 放送リスト
| 回     | 放送日  | サブタイトル               |
| ------ | ------- | -------------------------- |
| 第01回 | 1月11日 | 高屋神社（香川県）         |
| 第02回 | 1月18日 | 金刀比羅宮（香川県）       |
| 第03回 | 1月25日 | 出雲大社（島根県）前編     |
| 第04回 | 2月01日 | 出雲大社（島根県）後編     |
| 第05回 | 2月15日 | 元乃隅神社（山口県）       |
| 第06回 | 2月22日 | 江島神社（神奈川県）       |
| 第07回 | 3月01日 | 箱根神社（神奈川県）       |
| 第08回 | 3月08日 | 寒川神社（神奈川県）       |
| 第09回 | 3月15日 | 伊勢山皇大神宮（神奈川県） |
| 第10回 | 3月22日 | 花園神社（東京都）         |

## スタッフ
- 演出：三原光尋
- 企画：三木和史、伊藤万由
- 撮影：海津真之、宇野寛之
- 編集：村上雅樹
- 選曲：MOKU
- 広報：キムラマリエ、杉山賢太朗
- スチール：久高将也
- ヘアメイク：泉脇崇
- スタイリスト：OBU-
- アカウントプロデューサー：福原直樹、佐藤浩二、増田裕介
- プロデューサー：河口芳佳、遠藤幹彦、川村祐太、徳原英孝
- 制作プロダクション：ビデオプランニング
- 製作：「翼旅」製作委員会（ミツウロコ、tvk、ビデオプランニング）